# سام جو
سام جو (بالإنجليزية: Sam Joe)‏ هو لاعب دوري الرغبي أسترالي، ولد في 16 أبريل 1989 في Thursday Island ‏ في أستراليا.